# ナギナタコウジュ
ナギナタコウジュ（薙刀香薷、薙刀香葇、学名：Elsholtzia ciliata ）は、シソ科ナギナタコウジュ属に分類される一年生草本の植物。
日本では北海道から九州、またアジアの温帯に分布し、山麓、原野などの山の道端に生える。全体に強い香気（臭気）がある。

## 形態
茎は四角形の断面で軟毛があり、分枝が多く高さ 30 - 60センチメートル (cm) になる。葉は対生し、葉柄は 0.5 - 2 cm で、葉身は卵形から狭卵形から長卵形で長さ 3 - 9 cmになり、葉縁には鋸歯がある。
開花期は秋（9 - 10月）で、枝の頂や葉腋から花穂がでて、紫色の花が一方向にだけ向いて着く。開花のころ、花は穂の外側に向かい、薙刀の様になる。苞は扁円形で中央が最大幅となり、その背面はほぼ無毛となっていて、縁に短毛がある。花冠は約 5ミリメートル (mm) で淡紅紫色で毛が多い。花は穂の下の方から咲き上がる。

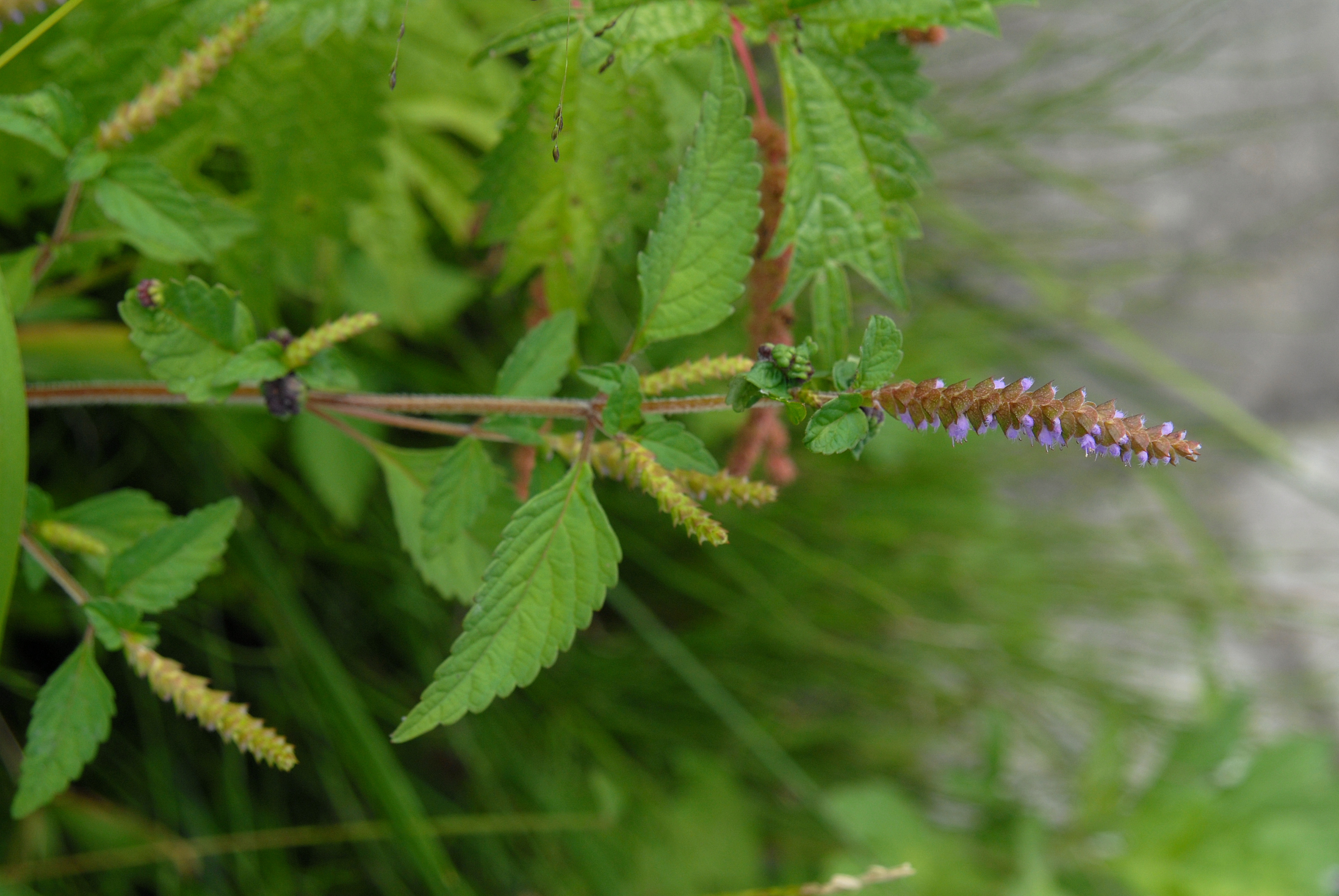
花序の背面

## 利用
秋の開花期に、地上部の全草を刈り取って、風通しのよいところに吊して陰干ししたものは生薬になり、香薷（こうじゅ）と称されている。薬効は、利尿や、血行をよくして発汗を促進する作用があり、感冒をはじめ、水腫、吐き気、下痢、脚気、暑気あたりに効用がある。民間では、乾燥させた全草を1日量10 - 15グラム、水500 ccで半量になるまで煎じ、3回に分けて服用する用法が知られている。口臭を除去するうがい薬代わりに、煎じ液を口をゆすいでもよい。浴湯料としては、香薷200グラムを布袋に入れて、煮出し汁と一緒に風呂に入れる。
アイヌはナギナタコウジュを「セタエント」と呼び、刈り取って乾燥させたものを煮出して茶のように飲用していた。